# The Ventures
The Ventures es una banda de surf rock y rock instrumental estadounidense formada en 1958, en Washington por Don Wilson y Bob Bogle, conocida por sus clásicos como "Walk Don't Run" o  ‘’Wipe Out”, el tema de 007, James Bond, incluyendo las series de Hawaii 5-0 y Swat. Ingresaron al Salón de la Fama del Rock en 2008 y han vendido cerca de 100 millones de discos a nivel mundial
Han sido reconocidos frecuentemente por otros guitarristas y músicos como una influencia. Además, por su estilo, forma de interpretar las guitarras, principalmente, han influido en muchos grupos de rock y de surf.

## Álbumes

### Álbumes de estudio
- 1960 - Diciembre - Walk Don't Run (BB #11) -- Dolton BLP 2003 (Mono) (CB #19)/BST 8003 (Stereo).
- 1961 - Julio - The Ventures (BB #105) -- Dolton BLP 2004 (CB #24)/BST 8004.
- 1961 - Septiembre - Another Smash!!! (BB #39) -- Dolton BLP 2006 (CB #40)/BST 8006.
- 1961 - Octubre - The Colorful Ventures (BB #94) -- Dolton BLP 2008/BST 8008.
- 1962 - Enero - Twist with the Ventures (BB #24) -- Dolton BLP 2010 (CB #24)/BST 8010 (CB #23).
- 1962 - Mayo - Twist Party, Volume 2 (BB #40) -- Dolton BLP 2014 (CB #43)/BST 8014.
- 1962 - Agosto - Mashed Potatoes And Gravy (BB #45) -- Dolton BLP 2016 (CB #41)/BST 8016
- (Noviembre 1962) Going to the Ventures' Dance Party! (BB #93) -- Dolton BLP 2017/BST 8017
- (Enero 1963) "The Ventures Play Telstar and The Lonely Bull" (BB #8) -- Dolton BLP 2019 (CB #13)/BST 8019 (CB #20)
- (Abril 1963) Bobby Vee Meets The Ventures (BB #91) -- Liberty LRP 3289 (CB #37)/LST 7289
- (Mayo 1963) Surfing (BB #30) -- Dolton BLP 2022 (CB #10)/BST 8022 (CB #21)
- (junio 1963) The Ventures Play the Country Classics (BB #101) -- Dolton BLP 2023 (CB #50)/BST 8023
- (Agosto 1963) Let's Go! (BB #30) -- Dolton BLP 2024 (CB #18)/BST 8024 (CB #19)
- (Enero 1964) The Ventures In Space (BB #27) -- Dolton BLP 2027 (CB #13)/BST 8027 (CB #11)
- (Julio 1964) The Fabulous Ventures (BB #32) -- Dolton BLP 2029 (CB #18)/BST 8029 (CB #19)
- (Octubre 1964) Walk, Don't Run, Vol. 2 (BB #17) -- Dolton BLP 2031 (CB #14)/BST 8031 (CB #14)
- (Febrero 1965) The Ventures Knock Me Out! (BB #31, CB #19) -- Dolton BLP 2033/BST 8033
- (1965) Play Guitar with The Ventures (BB #96) -- Dolton BLP 16501/BST 17501
- (1965) Play Guitar, Vol. 2 -- Dolton BLP 16502/BST 17502
- (1965) Play Guitar, Vol. 3 -- Dolton BLP 16503/BST 17503
- (1965) Play Guitar, Vol. 4: Play Electric Bass -- Dolton BLP 16504/BST 17504
- (Septiembre 1965) The Ventures A Go-Go (BB #16, CB #12) -- Dolton BLP 2037/BST 8037
- (Noviembre 1965) The Ventures Christmas Album (BB #9, CB #100) -- Dolton BLP 2038/BST 8038
- (Febrero 1966) Where the Action Is! (BB #33, CB #27) -- Dolton BLP 2040/BST 8040
- (Marzo 1966) The Ventures/Batman Theme (BB #42, CB #25) -- Dolton BLP 2042/BST 8042
- (1966) All About the Ventures
- (junio 1966) Go With the Ventures! (BB #39, CB #19) -- Dolton BLP 2045/BST 8045
- (Septiembre 1966) Wild Things! (BB #33, CB #28) -- Dolton BLP 2047/BST 8047
- (Febrero 1967) Guitar Freakout (BB #57, CB #18) -- Dolton BLP 2050/BST 8050
- (junio 1967) Super Psychedelics (BB #69, CB #50) -- Liberty LRP 2052/LST 8052
- (Diciembre 1967) $1,000,000 Weekend (BB #55, CB #51) -- Liberty LRP 2054/LST 8054
- (1967) Play Guitar, Vol. 7
- (Mayo 1968) Flights of Fantasy (BB #169, CB #79) -- Liberty LRP 2055/LST 8055
- (Agosto 1968) The Horse (BB #128, CB #69) -- Liberty LST 8057
- (Enero 1969) Underground Fire (BB #157) -- Liberty LST 8059
- (Mayo 1969) Hawaii Five-O (BB #11, CB #10) -- Liberty LST 8061
- (Diciembre 1969) Swamp Rock (BB #81) -- Liberty LST 8062
- (Octubre 1970) 10th Anniversary Album (BB #91) -- Liberty LST 35000
- (Abril 1971) New Testament -- United Artists UAS 6796
- (Enero 1972) Theme from "Shaft" (BB #195) -- United Artists UAS 5546
- (Marzo 1972) Joy: The Ventures Play the Classics (BB #146) -- United Artists UAS 5575
- (Septiembre 1972) Rock and Roll Forever -- United Artists UAS 5649
- (Abril 1974) Jim Croce Songbook -- United Artists UA-LA217-E
- (1974) Best of Pops Sounds
- (Julio 1974) The Ventures Play the Carpenters -- United Artists UA-LA231-G
- (Agosto 1975) Now Playing -- United Artists UA-LA471-G
- (1976) Hollywood
- (Marzo 1976) Rocky Road: The New Ventures -- United Artists UA-LA586-F
- (1976) Sunflower '76
- (Febrero 1977) TV Themes -- United Artists UA-LA717-F
- (1979) Latin Album
- (1980) Chameleon
- (1981) 60's Pops
- (1982) St. Louis Memory
- (1982) The Last Album on Liberty
- (June 1983) NASA 25th Anniversary Commemorative Album -- Tridex TDX 1003
- (1990) Walk-Don't Run-The Best of The Ventures -- EMI USA
- (1996) The Ventures Favorites
- (1997) Guitars on Mars
- (1997) Wild Again -- GNP Crescendo GNPD 2252
- (1998) New Depths -- GNP Crescendo GNPD 2259
- (1999) Walk Don't Run 2000 Nancy Sinatra vocal on "Kicks"
- (2001) Plays Southern All Stars
- (2002) The Ventures Play the Greatest Instrumental Hits
- (2002) Christmas Joy
- (2003) Gold
- (2004) Ventures Forever
- (2005) Ventures a Go-Go